# 植竹繁雄
植竹 繁雄（うえたけ しげお、1930年12月20日 - 2012年2月19日）は、日本の政治家。衆議院議員（5期）。

## 経歴
- 1930年（昭和5年）- 東京都出身。
- 1953年（昭和28年）- 青山学院大学商学部卒業後、第一物産（のちの三井物産）に入社。
- 1964年（昭和39年）- 父の参議院議員植竹春彦の秘書を務める。
- 1979年（昭和54年）- 第35回衆議院議員総選挙で栃木県第2区より立候補するも、落選。
- 1980年（昭和55年）- 第36回衆議院議員総選挙で初当選（当選同期に古賀誠・川崎二郎・平沼赳夫など）。
- 1990年（平成2年）- 第2次海部内閣改造内閣で国土政務次官に就任。
- 1996年（平成8年）- 第41回衆議院議員総選挙では比例北関東ブロックより自民党の比例単独候補として立候補し、名簿登載順位第20位に登載される。重複候補が多数当選したこともあり、当選。
- 2000年（平成12年）7月 - 第2次森内閣で建設総括政務次官に就任。
  - 12月-自由民主党総務会副会長。
- 2001年（平成13年）- 外務副大臣に就任。
- 2005年（平成17年）- 第44回衆議院議員総選挙には立候補せず、政界から引退。
- 2012年（平成24年）- 胆管がんのため東京都内の病院で死去、81歳没[1]。

## 主な著作
- 「奔流の葦」（東洋堂企画出版社）

## 親族
- 次男 - 植竹哲也　元秘書。2005年の第44回衆議院議員総選挙において栃木4区から立候補する準備をしていたが自民党の公認が得られず、断念した。2009年の第45回衆議院議員総選挙に際しても自民党の公認を得られず、栃木4区から無所属（平沼グループ）で立候補したが、落選した。
- 従妹 - 浜田マキ子　浜田卓二郎（元参議院議員）夫人。